# Айше Султан (донька Мурада III)
Айше Султан (бл. 1565, Маніса — 15 травня 1605, Стамбул) — османська принцеса. Дочка османського султана Мурада III і Сафіє Султан, сестра Мехмеда III.

## Життєпис
Народилася приблизно в 1570 і була старшою і найулюбленішою дочкою османського султана Мурада III і його коханої наложниці Сафіє Султан. За деякими даними, у Айше було понад п'ятдесят братів і сестер, багато з яких померли в дитинстві. У грудні 1574 помер дід Айше, султан Селім II, і дівчинка разом з гаремом батька була перевезена до палацу Топкапи в Стамбулі. За наполяганням матері Айше отримала гарну освіту.
У травні 1586 вийшла заміж за Дамата Ібрагіма-пашу, який потім тричі ставав великим візиром. Весільні урочистості були вельми пишними і тривали кілька днів. Незабаром після весілля Айше переїхала у власний палац, проте часто відвідувала батьків в Топкапи. У 1595 помер батько Айше і на трон зійшов старший з її братів, Мехмед III. Крім Мехмеда, до того моменту в живих залишалися ще дев'ятнадцять синів Мурада III і всі вони були страчені новим султаном. Зі сходженням на трон Мехмеда Сафіє Султан отримала величезну владу. Айше підтримувала матір, проте особливого інтересу до політики не проявляла. На прохання Сафіє в 1596 році чоловік Айше був призначений великим візиром, на цій посаді він пробув до жовтня 1596 року, але в грудні повернувся на посаду. В останній раз Ібрагім був призначений на головний пост держави в січні 1599 року, а 10 липня 1601 року помер у військовому таборі під Белградом. Айше залишилася бездітною вдовою. Незабаром після смерті чоловіка Айше знову вийшла заміж: її обранцем став новий великий візир — Йемішчі Хасан-паша. У шлюбі з Хасаном-пашею в 1603 році народиласт єдина дитина Айше. У жовтні 1603 року Йемішчі Хасан-паша був страчений; незабаром після цього Айше вийшла заміж за Гюзельдже Махмуда-пашу. Шлюб був бездітним.
Померла 15 травня 1605 у власному палаці в Стамбулі і була похована в тюрбе брата Мехмеда III в мечеті Ая-Софія. Айше Султан була відома своєю добродійністю. У своєму заповіті вона розпорядилася звільнити всіх своїх рабів і рабинь; виплатити 10 000 акче як штрафи за людей, що опинилися у в'язниці за борги менше 500 акче. 2 000 акче заповіла роздати біднякам, хворим і сиротам в столиці. Решту грошей заповіла роздати біднякам в священних містах Мецці, Медині і Єрусалимі. Також була виділена велика сума для викупу жінок-мусульманок, взятих в полон.